# Liste de pierres à cupules

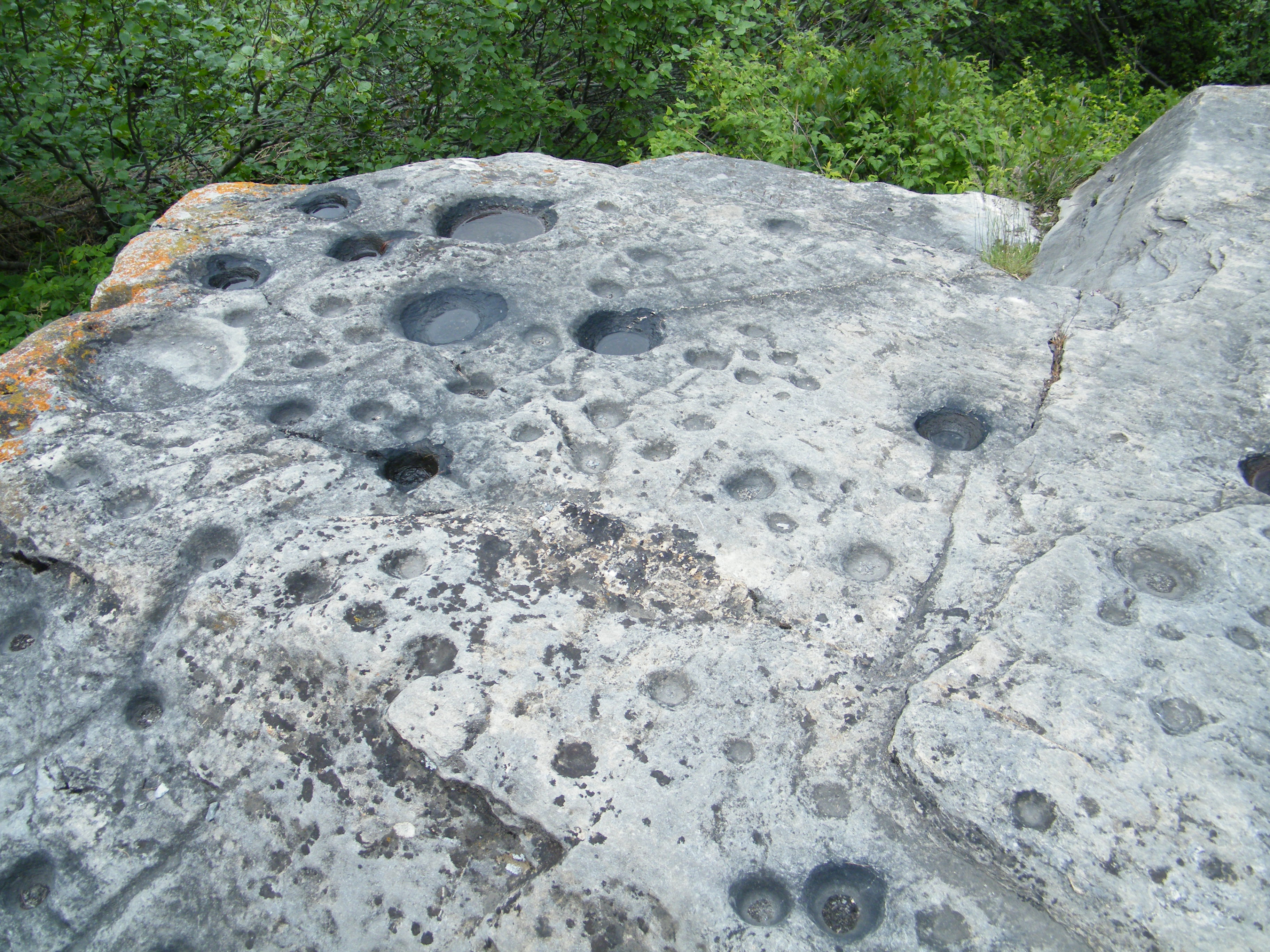
Pierre de Chantelouve (Savoie)

Cette Liste de pierres à cupules recense les pierres à cupules dans le monde, en dehors de la France et de la Suisse qui ont un article dédié.

## Italie
- Menhir Genna Prunas, à Guspini, en Sardaigne
- Menhir de Prabanta, à Morgongiori, en Sardaigne